# Venus Madrid
Venus Madrid (* 1964 in der Schweiz) ist ein spanischer Schauspieler und Bühnenregisseur.

## Leben
Madrid ist in Zürich aufgewachsen. Er absolvierte drei Jahre an der Schauspielakademie der Stadt Zürich (SAZ), für die er auch ein Schauspieler-Stipendium bekam. Weitere drei Jahre folgten jeweils für ein Dramaturgiestudium bei André Kaminski und an der Gestalterischen Berufsmittelschule der Stadt Zürich (GBMS). Seit 1987 ist er als freischaffender Schauspieler und seit 1988 als Sprecher an der Hörbibliothek SBS in Zürich tätig. Von 1991 bis 1994 absolvierte er eine Gesangsausbildung an der Gesangsschule M. Baldauf in Zürich. Es folgten Weiterbildungen in Camera Acting mit Dorothea Neukirchen, Acting for film mit Cherolyn C. Franklin und Regie in Theater und Oper mit A. Dresen. Bei 3sat arbeitete er als Sprecher für Kommentar- und Nachrichtentexte.

## Filmografie
- 1988: Tändeleien (Jugendspielfilm)
- 1998–2000: Kassensturz (Sendereihe)
- 2004: Verflixt Verliebt (Kinofilm)
- 2007: Death by Scrabble (Kurzfilm)
- 2008: Easy Tiger (Kurzfilm)

## Theater
Bühnenschauspieler
- 2004/2007: Briefe van Beethoven
- 2005/2008: Der talentierte Mr. Ripley
- 2011: Der Herr aus San Francisco[6]

Bühnenregisseur
- 1989: Mirandolina von C. Goldoni, Kammerspiele Seeb Zürich (Text und Regie)
- 1998: Von den Liebreizungen unterm Pflaumenbaum, Brecht-Liederabend
- 1999: Moments poétiques
- 2001: Le Prince, Musical (Regie- und Gesangsvorbereitungen)
- 2005: Tod eines Bankiers, Die Überlebenden, Hörspielperformance, Cabaret Voltaire